# كارن بستوريس
كارين بستوريوس (بالفرنسية: Caren Pistorius)‏ هي ممثلة نيوزيلندية من مواليد جنوب إفريقيا مشهورة بشخصية روسيRose في فيلم الغرب البطئ .

## وصلات خارجية
- كارن بستوريس على موقع IMDb (الإنجليزية)
- كارن بستوريس على موقع ألو سيني (الفرنسية)
- كارن بستوريس على موقع أول موفي (الإنجليزية)
- كارن بستوريس على موقع قاعدة بيانات الفيلم (الإنجليزية)
- كارن بستوريس على موقع كينوبويسك (الروسية)

- كارن بستوريس في قاعدة بيانات الأفلام على الإنترنت